# Банана (музичка група)
Банана је био југословенски и српски поп рок бенд из Београда.

## Историјат
Бенд је основан 1985. године. У почетку је прошао кроз бројне промене састава, пре него што је формиран стални састав, који су чинили: Александра Токовић (вокал), Драган Лончар (гитара), Бобан Шарановић (бас гитара), Срђан Цинцар (клавијатуре) и Игор Боројевић (бубњеви). Први студијски албум под називом Поноћни пасажи бенд је објавио 1986. године, који је поп-рок оријентисан, а на њему су гостовали Душан Дуда Безуха (гитара), Саша Локнер (клавијатуре) и Богдан Драговић (бас гитара).
Током лета 1987. године бенд је имао турнеју у Чехословачкој, наступао и на фестивалу у Прагу. Почетком 1988. године објавили су други студијски албум под називом Банана, који је продуцирао клавијатуриста Ђорђе Петровић. Александра Токовић написала је седам песама које су обележиле промену жанра бенда ка павер попу. Убрзо након објављивања албума, бенд је престао да постоји.
Након престанка рада бенда Боројевић је приступио Партибрејкерсима а касније радио као музички продуцент. Продуцирао је албуме Бјесовима, Пилотима, групама Кристали, Џа или Бу и Партибрејкерсима. Александра Токовић постајала је телевизијска водитељка на Радио телевизији Србије, док је Цинцар основао бенд Фантоми.

## Дискографија

### Албуми
- Поноћни пасажи (1986)
- Банана (1988)